# Phandajanggva koszumdocshi
A Phandajanggva koszumdocshi (hangul: 판다양과 고슴도치, Phandajanggva koszumdocshi, RR: Pandayanggwa goseumdochi), angol címén Ms Panda and Mr Hedgehog vagy Panda and Hedgehog, 2012-ben bemutatott dél-koreai televíziós sorozat I Donghe (Lee Donghae) és Jun Szunga (Yun Seung-a) főszereplésével, melyet a Channel A csatorna vetített.

## Történet
Ko Szungdzsi (Go Seung-ji) tehetséges cukrász, árvaként nőtt fel. Szúrós és magának való személyiség, akár egy sün, innen kapta a becenevét. Phan Dajang (Pan Da-yang) felveszi a cukrászdájába, és együtt próbálják meg fenntartani a kis üzletet a sokkal híresebb Saint-Honoré pékség árnyékában.

## Szereplők
- I Donghe (Lee Donghae) (이동해): Ko Szungdzsi (Go Seung-ji)
- Jun Szunga (Yun Seung-a) (윤승아): Phan Dajang (Pan Da-yang)
- Cshö Dzsinhjok (Choi Jin-hyeok) (최진혁): Cshö Vonil (Choi Won-il)
- Ju Szojong (Yu So-yeong) (유소영): Kang Unbi (Kang Eun-bi)

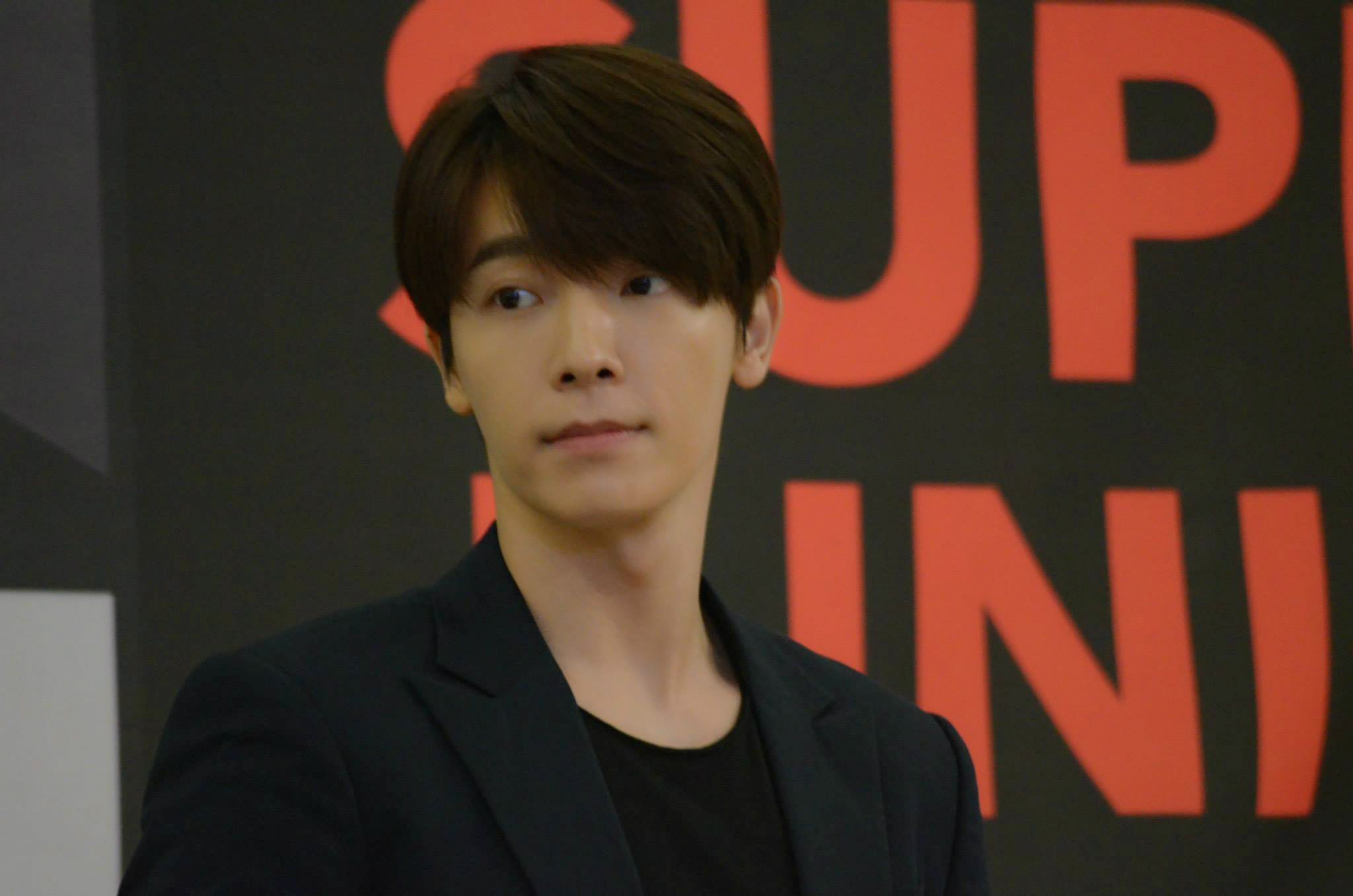
I Donghe (Lee Donghae)
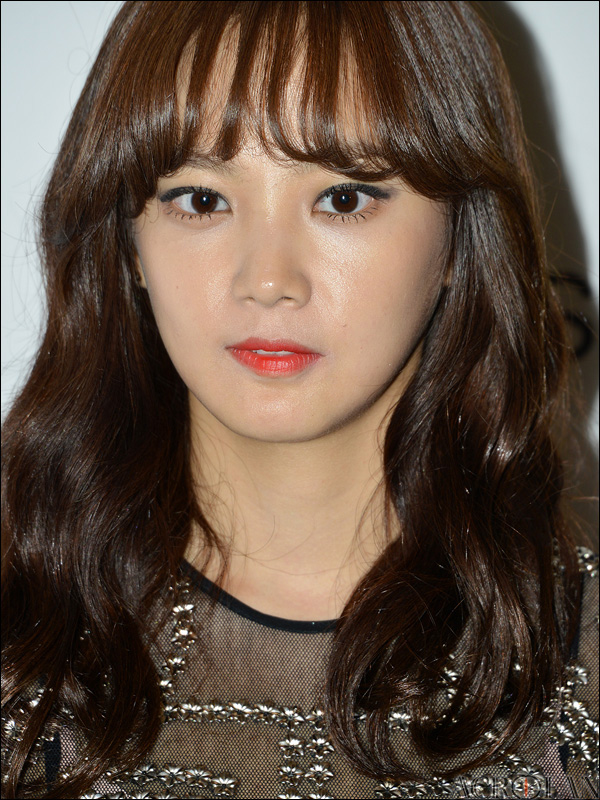
Jun Szunga (Yun Seung-a)
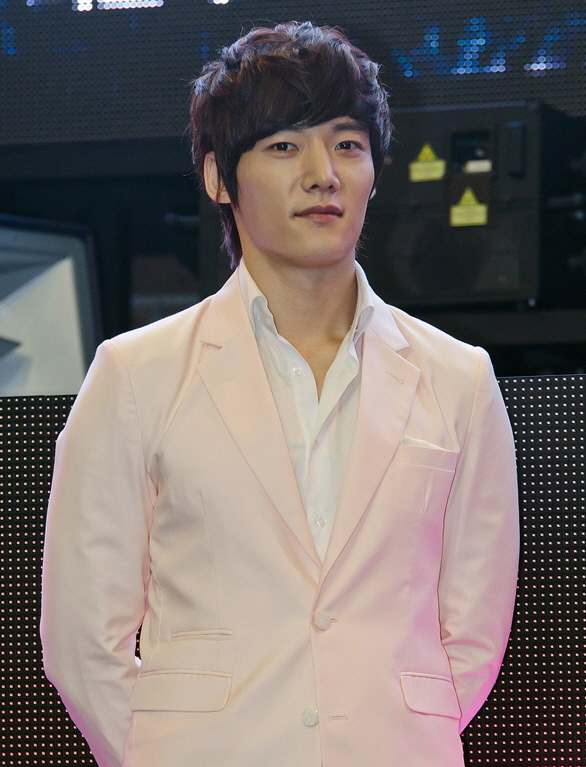
Cshö Dzsinhjok (Choi Jin-hyeok)